# To the Power of Eight
To the Power of Eight är det tyska a-cappella/power metal-bandet Van Cantos åttonde studioalbum, utgivet i juni 2021 på Napalm Records.
Bandets tidigare leadsångare Dennis Schunke bidrar med gästsång på samtliga spår.
Musikvideor spelades in till "Faith Focus Finish", "Falling Down", "Raise Your Horns" och "Turn Back Time".

## Låtlista
1. "To the Power of Eight" – 1:58
2. "Dead by the Night" – 3:37
3. "Faith Focus Finish" – 4:56
4. "Falling Down" – 5:11
5. "Heads Up High" – 3:37
6. "Raise Your Horns" (Amon Amarth-cover) – 4:24
7. "Turn Back Time" – 3:41
8. "Run to the Hills" (Iron Maiden-cover) – 4:00
9. "Hardrock Padlock" – 3:36
10. "Thunderstruck" (AC/DC-cover) – 4:52
11. "From the End" – 4:54
12. "I Want It All" (Queen-cover) – 3:34

## Medverkande
Musiker
- Hagen Hirschmann – leadsång
- Inga Scharf – leadsång
- Stefan Schmidt – låg rakkatakkasång
- Ross Thompson – hög rakkatakkasång
- Ingo Sterzinger – djup dan-dansång
- Jan Moritz – basstämma
- Bastian Emig – trummor

Gästmusiker
- Dennis Schunke – sång

Produktion
- Stefan Heilemann – albumkonst